# IS-1 Sęp
IS-1 Sęp byl první polský kluzák zkonstruovaný po druhé světové válce.

## Vznik
Po ukončení druhé světové války byl v polském Białsku založen Institut Szybownictwa, který se měl zabývat stavbou kluzáků. Prvním projektem byl typ IS-1, který zpracovali Władysław Nowakowski a Józef Niespal. Konstrukční a dílenské práce nového kluzáku byly dokončeny 2. ledna 1947. První let prototypu IS-1 (tov. č. 006, imatrikulace SP-443) provedl zalétávací pilot Piotr Mynarski 2. června 1947. Ještě v tomto roce se 1. července prototyp s pilotem Adamem Zientkem zúčastnil II. plachtařského mistrovství světa konaného ve Švýcarsku, kde obsadil 8. místo.
Všechny nedostatky prototypu byly odstraněny u prvního sériového kluzáku nazvaného IS-1 Sęp bis (SP-549), který byl dokončen v květnu 1948. Současně pokračovala stavba dalších čtyř letounů (SP-550 až SP-553).

## Sportovní úspěchy
Dne 1. května 1948 vydržel Adam Zientek na IS-1 ve vzduchu 18 hodin 23 minut. V prosinci téhož roku získala s IS-1 Irena Kempowna nový rekord Polska převýšením 3720 m. 9. května 1949 pilot Zientek ustavil polský rekord na trojúhelníku 100 km rychlostí 28,7 km/h. Stejnou trať překonala Irena Kempowna 10. června rychlostí 50 km/h, což byl nový světový rekord. Další polský rekord utvořil 22. června 1950 Adam Zientek, kdy s IS-1 ulétl cílovou trať s návratem 232 km. Následující dva polské rekordy utvořil pilot Tadeusz Góra, kdy 23. července 1950 vystoupil s IS-1 do výšky 5737 m a 11. května 1950 ulétl stokilometrový trojúhelník rychlostí 52,63 km/h. Dne 23. dubna 1953 zlepšil tento výkon Jacek Popiel rychlostí 68,52 km/h. Nejdále na Sępu dolétl Ryszard Bitner v roce 1952 výkonem 499 km.
Poslední kus dolétal na svahovém letišti na Žaru v roce 1962.

## Popis konstrukce
IS-1 Sęp byl jednomístný celodřevěný hornoplošník určený pro výkonné plachtění. Křídlo bylo vybaveno vztlakovými klapkami, které při malé výchylce zmenšovaly rychlost a klesání kluzáku, což bylo výhodné při kroužení v termice. Při větší výchylce sloužily jako aerodynamická brzda. Křidélka byla dvoudílná. Jejich vnější části se vychylovaly méně než vnitřní. Při vychýlení klapek dolů se o jednu třetinu sklápěla dolů i křidélka, což zvyšovalo výkony při zachování příčné ovladatelnosti. Přistávací zařízení tvořila pevná lyže, k níž se při aerovleku upevňoval dvoukolový odhazovatelný podvozek. Zadní kluzná patka byla odpružena tenisovým míčkem instalovaným v trupu. K vybavení patřily přístroje pro let bez vidu.

## Specifikace

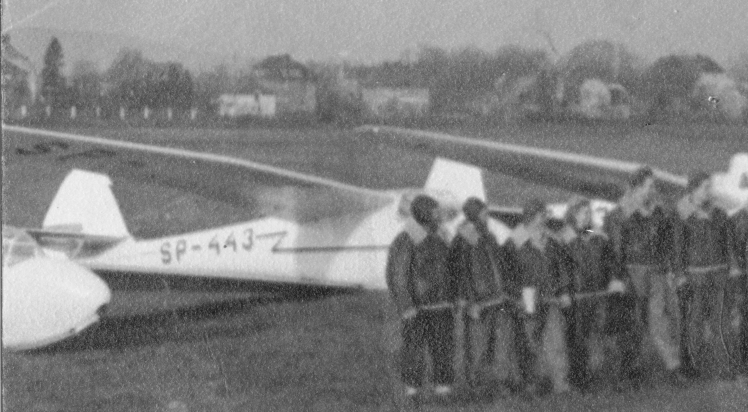
Prototyp IS-1 Sęp (SP-443), letiště Jeżów Sudecki, listopad 1950

Údaje dle

### Technické údaje
- Osádka:
- Rozpětí: 17,50 m
- Délka: 7,50 m
- Výška: 1,25 m
- Nosná plocha: 17,00 m²
- Štíhlost křídla: 18
- Prázdná hmotnost: 276 kg
- Celková hmotnost: 353 kg
- Hmotnost na jednotku plochy: 20,70 kg/m²

### Výkony
- Klouzavost: 27
- Minimální klesavost: 0,74 m/s
- Minimální rychlost s klapkami: 40 km/h
- Rychlost ve střemhlavém letu: 225 km/h